# Теклинівка
Текли́нівка — село в Україні, у Липовецькій міській громаді Вінницького району Вінницької області. Населення становить 145 осіб.

## Історія
12 червня 2020 року, розпорядженням Кабінету Міністрів України № 707-р «Про визначення адміністративних центрів та затвердження територій територіальних громад Вінницької області», увійшло в Липовецьку міську громаду.
17 липня 2020 року, в результаті адміністративно-територіальної реформи та ліквідації Липовецького району, село увійшло до складу Вінницького району.

## Населення

### Мова
Розподіл населення за рідною мовою за даними :
| Мова       | Кількість | Відсоток |
| ---------- | --------- | -------- |
| українська | 141       | 97.24%   |
| російська  | 4         | 2.76%    |
| Усього     | 145       | 100%     |

## Відомі люди
- Дажура Михайло Карпович (20.04.1926 р.н.) — український поет.[5]
- Заєць Руслан Миколайович (1984—2015) — солдат Збройних сил України, учасник російсько-української війни.